# 理想化と脱価値化
理想化（りそうか、idealization）と脱価値化（だつかちか、devaluation, 切り下げ）は、共に精神分析学で用いられる用語である。人は、困難な感情を統合することができない時、その耐え難い状況の認識を克服するためにスプリッティング（分裂）という防衛機制が動員される。スプリッティングは出来事や人物を、完全な善か悪かのいずれかとして捉えるものである。
対象をすべて良いものと捉えられたときには、原始的理想化（primitive idealization）が発生する。これは対象をスプリッティングし、一方を過度に誇大視して「理想化」することである。分裂されたもう一方は「脱価値化」を伴う。「高次の理想化」は、対象の悪い部分を見ないようにすることで自分の攻撃性を否認し、それに伴う罪悪感を取り去るのに対し、「原始的理想化」は、対象の悪い部分に破壊されないようにその部分を認識しないようにする。
対象をすべて悪いものと捉えられたときには脱価値化（devaluation）が起こる。理想化していた万能的期待が満たされない時に、直ちに価値のないものとして過小評価すること（切り下げ）。価値を下げる意味としては、期待に応えない相手に対しての報復という目的と、怒りを向けた相手が後に自分を脅かすであろうと予測されるので、予想される相手のその能力を弱める意味がある。
児童の発達においては、理想化と脱価値化は非常に正常なものである。子供は幼児期において、人間というものは、良い構成要素と悪い構成要素の両方を含む、複雑な構造を成していることを学ぶ。この発達段階が中断された場合（たとえば幼児期の精神的外傷など）、こういった防御機構は成人期まで持続することがある。

## ジークムント・フロイト
理想化という言葉は、フロイトがナルシシズムを定義した際に最初に登場した。フロイトは、すべての幼児は、自分が世界の中心であるという原始的ナルシズム（Primary narcissism）の段階を通過すると考えた。子供は親の愛を得るために、親のもつ価値観を受け取る。この価値観を内在化することにより、子供は自我理想（Ego ideal）を形成する  。
この自我理想には、自我とは程遠い優れた行動と評価基準が含まれている。子どもが現実の自己と自我の理想との間に矛盾を感じることができず、防御が頻繁に起こるようであれば、これは病的と呼ばれる。フロイトはこの状況を二次的ナルシズム（secondary narcissism）と呼び、これは自我自身が理想化された状態である。